# Otomys barbouri
Otomys barbouri is een knaagdier uit het geslacht Otomys dat voorkomt op 3500 tot 4300 m hoogte op Mount Elgon in Kenia en Oeganda. Hoewel deze soort soms tot O. anchietae gerekend wordt, lijkt hij meer op O. occidentalis en O. lacustris. De kop-romplengte bedraagt 138 tot 190 mm, de staartlengte 76 tot 99 mm, de achtervoetlengte (c.u.) 26 tot 30,5 mm, de oorlengte 19 tot 23 mm en de schedellengte 35,0 tot 39,0 mm.
Otomys anchietae · Otomys angoniensis · Otomys auratus · Otomys barbouri · Otomys burtoni · Otomys cheesmani · Otomys cuanzensis · Otomys dartmouthi · Bergoorrat (Otomys denti) · Otomys dollmani · Otomys fortior · Otomys helleri · Moerasrat (Otomys irroratus) · Otomys jacksoni · Otomys karoensis · Otomys lacustris · Otomys laminatus · Otomys occidentalis · Otomys orestes · Otomys simiensis · Otomys sloggetti · Otomys sungae · Otomys thomasi · Otomys tropicalis · Otomys typus · Otomys unisulcatus · Otomys uzungwensis · Otomys willani · Otomys yaldeni · Otomys zinki